# Metrófilo
Un metrófilo es una persona que padece de metrofilia y tiene como pasatiempos actividades relacionadas con los sistemas de metro, o trenes metropolitanos. Algunas de estas actividades incluyen:
- Viajar y visitar tantos metros como se pueda.
- Tratar de encontrar información o visitar rincones escondidos en los sistemas de metro.
- Aprender acerca de la tecnología, historia y arquitectura de varios sistemas de metro.
- Hacer publicidad a algún sistema de metro.
- Coleccionar material relacionado con algún sistema de metro, como planos, mapas y boletos.
- Discutir sus descubrimientos con otros metrófilos.
- Y en general, escribir, dibujar o fotografiar cosas acerca de metros.

Algunos metrófilos llevan tan al extremo su pasatiempo, que llegan a ayudar a algunas compañías que manejan los sistemas.
- Datos: Q6593765